# Ceriana subsessilis
Ceriana subsessilis là một loài ruồi trong họ Ruồi giả ong (Syrphidae). Loài này được Illiger in Rossi mô tả khoa học đầu tiên năm 1807. Ceriana subsessilis phân bố ở vùng Cổ Bắc giới